# 診療所

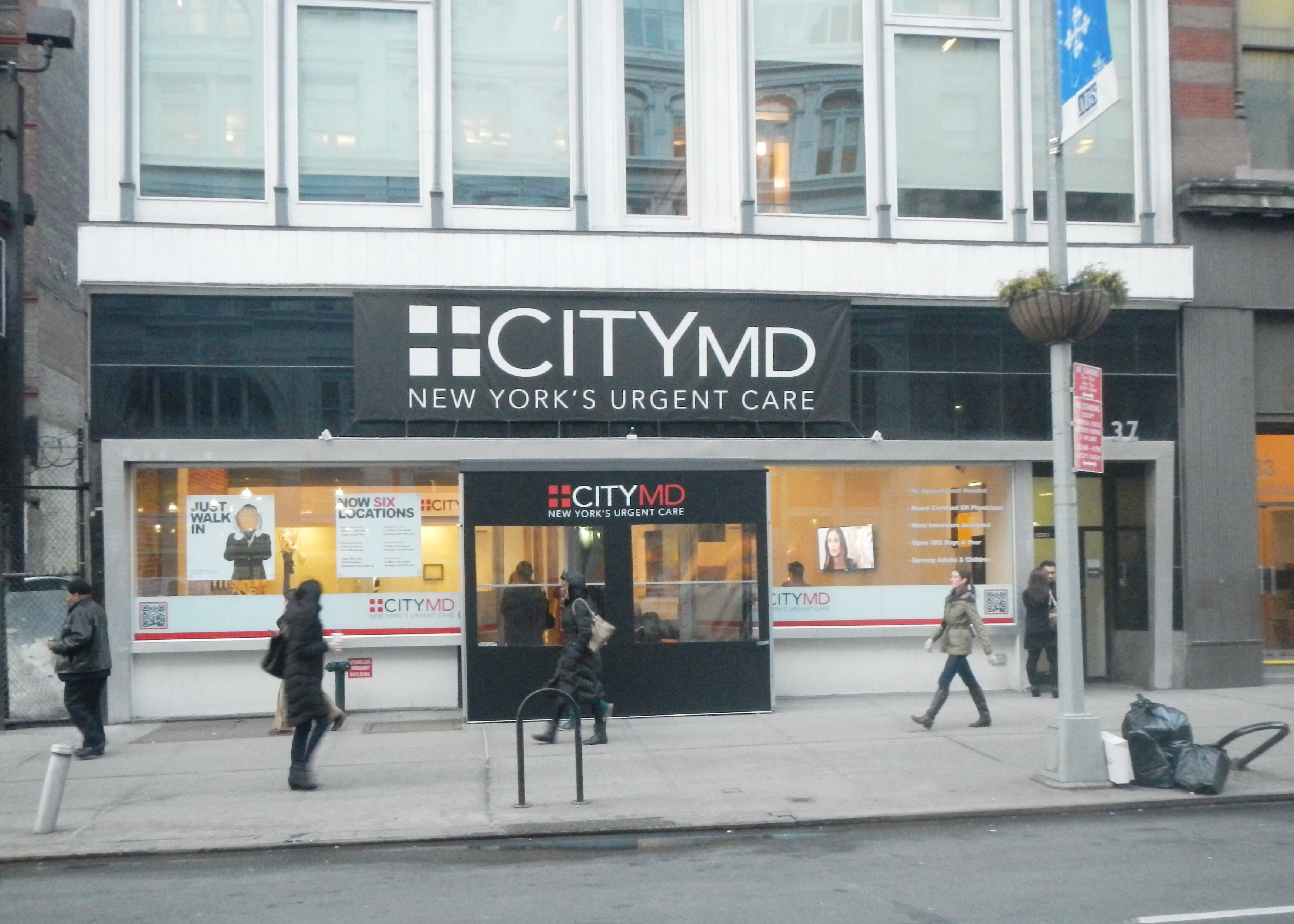
マンハッタンのクリニック

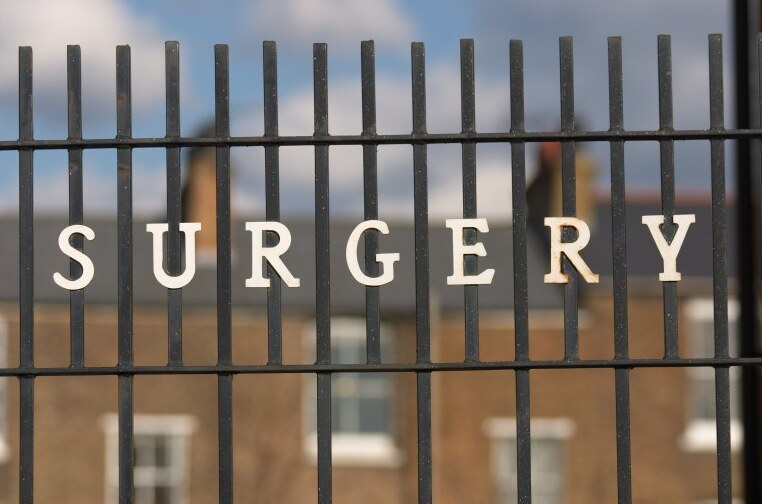
ロンドンの外科クリニック

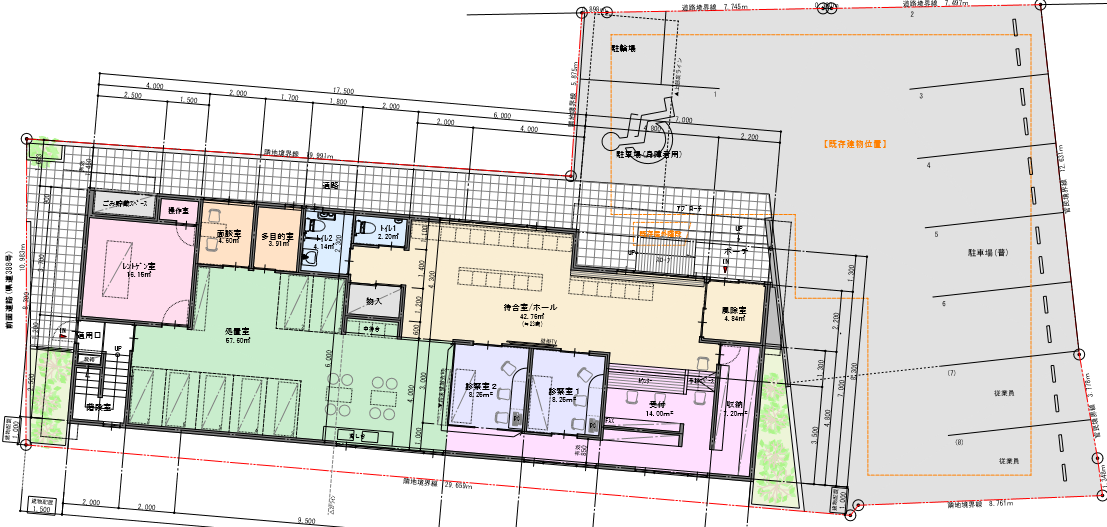
クリニックの間取り例

診療所（しんりょうじょ、しんりょうしょ）、クリニック（clinic）とは医療施設の一つであり、おもに外来患者を診察する。
世界の多くの国では、診療所は民営・公営の両方が存在し、その地域で需要のあるプライマリヘルスケアを提供している。一方で大病院では専門的治療を担い、外来患者と入院患者の両方を受け持っている。
診療所の中には、著名病院より大規模な組織であったり、病院や医科学校を併設しながらも、clinic の名称のままであることもある（メイヨー・クリニックなど）。

## 語源
クリニックの語源はギリシャ語の klinein に由来し、slope（もたれる）、lean（体を曲げる）、recline（寄りかかる）などの意味がある。kline は長椅子・ベッド、klinikos はもたれる・寄りかかるであったため、ラテン語の clinicus が生まれた。clinicの語は、初期には「病床にて洗礼を受けている人」の意味であった。

## 日本の診療所
|                  | 病院  | 一般診療所 | 歯科診療所 | 計      |
| ---------------- | ----- | ---------- | ---------- | ------- |
| 国               | 316   | 535        | 4          | 855     |
| 公的医療機関     | 1,181 | 3,663      | 248        | 5,092   |
| 社会保険関係団体 | 46    | 405        | 4          | 455     |
| 医療法人         | 5,632 | 47,479     | 16,946     | 70,057  |
| 個人             | 99    | 38,859     | 49,135     | 88,093  |
| その他           | 801   | 14,358     | 399        | 15,558  |
| 計               | 8,075 | 105,299    | 66,736     | 180,110 |

医療法については以下条数のみを記す。
日本の医療においては、医療法における医療機関の機能別区分のうちの一つ。医師もしくは歯科医師が診療を行う場所とされる。
「診療所」とは、医師又は歯科医師が、公衆又は特定多数人のため医業又は歯科医業を行う場所であって、患者を入院させるための施設（＝病床）を有しないもの又は19人以下の患者を入院させるための施設を有するものをいう（第1条の5第2項）。20人以上の入院設備を備える施設は「病院」である（第1条の5第1項）。
診療所は一般診療所として入院施設の有無により有床診療所と無床診療所に区分。そして、歯科診療所とに区分される。厚生労働省が調査した「医療施設動態調査」によれば、令和3年10月1日現在の数は、有床診療所が6,303施設、無床診療所が96,309施設、歯科診療所が67,874施設である。

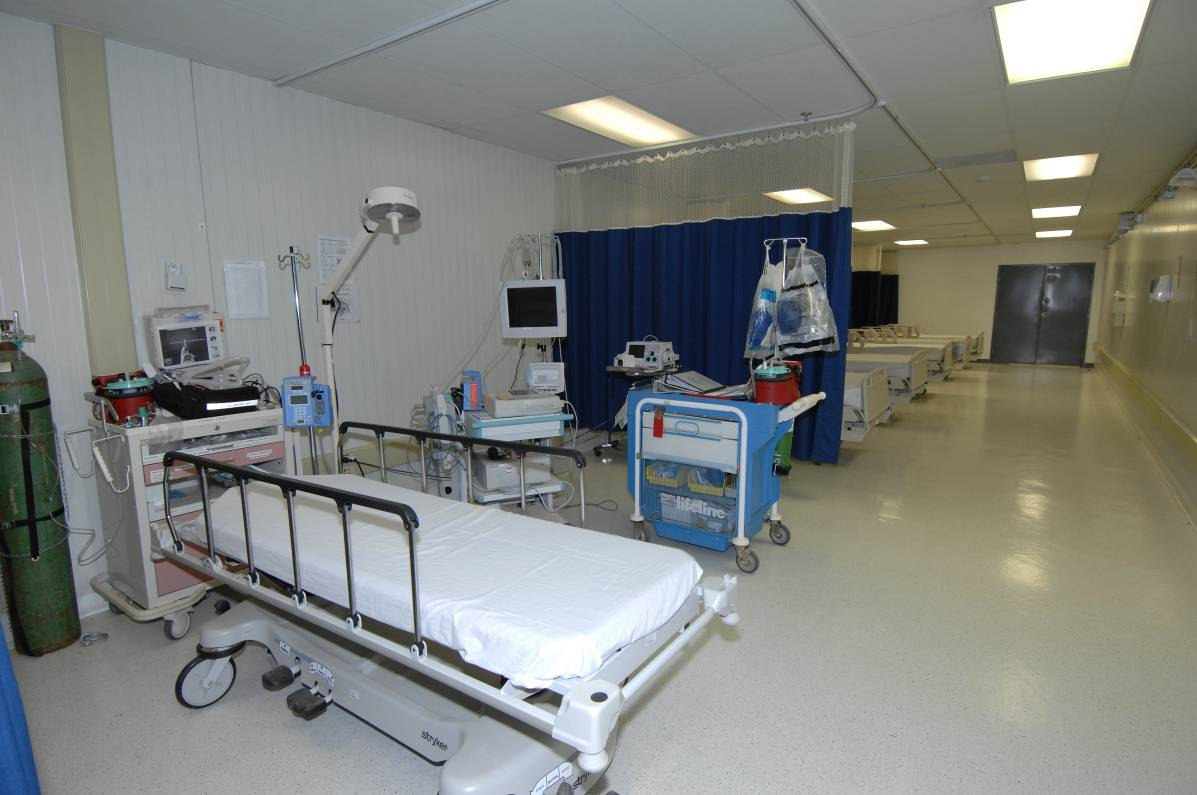
病床

病院には医師・看護師・薬剤師等について最低限配置しなければならない人数の規制があるが、診療所は管理者たる医師1名のほかは特に人数の基準はない。

### 開設手続き
臨床研修等修了医師（医師法第16条の4第1項の規定による登録を受けた医師をいう。）や歯科医師は、開設後10日以内に所在地の都道府県知事（保健所を設置する市又は特別区の場合は市長又は区長。以下同じ。）に届け出さえすれば診療所を開設できる（第8条）。これは病院（病床数20以上）の開設手続きと比して簡易なため（医療計画外のため）、入院設備を設ける診療所の開設にあたり病床数を19床とするケースもある。ただし、有床診療所の場合は、その構造設備について都道府県知事の検査を受け、許可証の交付を受けた後でなければ、これを使用できない（第27条）。
診療所の開設者は医師・歯科医師個人のほか、医療法人、社会福祉法人等の法人も行うことができる（第7条1項）。いずれの場合も、管理者は医師又は歯科医師でなければならない（第10条）。この場合の開設に当たっては、所在地の都道府県知事の開設許可が必要となる。また、広告・宣伝には数々の規制がある（第6条の5）。
建築基準法による用途地域の別に関わらず、条例等で特段の定めがない限り、どの場所でも設置は可能である（これに対し、病院は第一種低層住居専用地域、第二種低層住居専用地域、工業地域、工業専用地域では設置できない）。

### 名称・呼称
診療所は、これに病院、病院分院、産院その他病院に紛らわしい名称をつけることができない（第3条第2項）。許可・届出上の名称としては、「～医院」「～クリニック」「～診療所」が多く見られる。歯科診療を行う診療所は、とくに「歯科診療所」という。
なお、類似の用語として「医院」があり、病院または診療所でないものは医院その他の病院または診療所に紛らわしい名称を付けてはならないとあるが（第3条第1項）、医院には医療法上の正式な定義はなく、病院または診療所が医院を名乗るのは、床数等にかかわらず自由である。
一般的に、自ら診療所や病院などを開設・経営し、診療に当たっている医師・歯科医師を開業医と呼び、医療機関に勤務する医師・歯科医師を勤務医と呼ぶ。

### 従事者数
2004年（平成16年）の厚生統計要覧によれば、主たる診療科名別医療施設従事医師数は診療所が92,985名、病院が163,683名、同歯科医師数は診療所が81,058名、病院が11,638名である。看護師の就業場所として病院の次に多いのが、クリニック（医院・診療所）である。

### プライマリケア
日本でも診療所にはプライマリケアの役割が強く期待されつつある。2014年の診療報酬改定では地域包括診察料が制定され、この算定には患者の受診機関および処方薬をすべてを把握することが求められる。